# Rosta
Rosta (en italien Rosta) est une commune de la ville métropolitaine de Turin, dans le Piémont, en Italie.

## Étymologie
Origine incertaine. Peut-être de « Ro », du grec « Rome » devenu en latin « Robour ». Ou d'origine celtique, de « Rosta » qui veut dire « montée ».

## Administration
| Période                                  | Période | Identité         | Étiquette | Qualité |
| ---------------------------------------- | ------- | ---------------- | --------- | ------- |
|                                          |         | Andrea Tragaioli |           |         |
| Les données manquantes sont à compléter. |         |                  |           |         |

### Communes limitrophes
Caselet, Rivoli, Butière-Haute, Reano, Villar-Basse.

## Jumelages
- Bojnice (Slovaquie).